# ヘンリー・フォンダ
ヘンリー・フォンダ（Henry Fonda、1905年5月16日 - 1982年8月12日）は、アメリカ合衆国出身の俳優、映画プロデューサー。愛称はハンク（Hank）。
世界的にも高名な役者の一人で、戦中・戦後の映画界で活躍した。子にジェーンとピーター、孫にブリジットとトロイ・ギャリティがおり、いずれも同じ俳優の道に進んでいる。

## 生涯
ネブラスカ州グランド・アイランドにて、印刷工場を営むクリスチャン・サイエンス教徒の家庭に生まれる。フォンダの家系は、1500年代にイタリアからオランダに移住、1600年代にオランダからアメリカに移民してきたという。生後6か月で、同じ州のオマハに移る。幼い頃から絵や文学の才能に恵まれ、12歳の時にはニュース映画で映画デビューを果たす。
セントラル高校卒業後、新聞記者を目指してミネソタ大学でジャーナリズムを専攻するが卒業はせず、母親の友人であったドロシー・ブランド（マーロン・ブランドの母親）の紹介で20歳の時にアマチュア劇団オマハ・コミュニティ・プレイハウスに参加、1925年に初舞台を踏む。いくつかの地方巡業の舞台で活躍した後、小売信用会社で働き始める。しかし、演劇の魅力忘れがたく、ついに仕事を辞めて演技の道を選び、1928年にサマー・ストック劇団ケープ・プレイハウスをへて、ユニバーシティ・プレイヤーズ・ギルドに参加、そこで将来フォンダの妻となるマーガレット・サラヴァンや、同じく俳優を目指すジェームズ・スチュアートやジョシュア・ローガンと出会うことになる。1929年には『The Game of Life and Death』の通行人役でブロードウェイにデビュー。

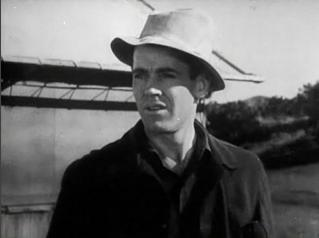
若き頃の出演映画『Slim』より（1937年）

1933年にローガンやスチュアートと共にニューヨークに向かい、アパートメントを借りてルームメイトとして生活しながら、その後は様々な劇団で地方の舞台への出演や舞台装置家として働いていて演技を磨く。1934年に『New Face』というショーで認められたことがきっかけで、翌年には『運河のそよ風』の主役に抜擢される。この舞台の成功によってハリウッドに招かれ、1935年にヴィクター・フレミングの同作の映画版で映画デビュー。その後 ヘンリー・ハサウェイの地方ロケーション初の三原色テクニカラー映画『丘の一本松』、ベティ・デイヴィスと共演した『或る女』や『黒蘭の女』、フリッツ・ラングの逃避行ドラマ『暗黒街の弾痕』、ジョン・フォードの青年時代のリンカーンを演じた『若き日のリンカン』や南北戦争を舞台にした恋愛ドラマ『モホークの太鼓』など、数年の間に数々の話題作に出演。いかに難しい役でも完全にこなしきる力を持っていたため、フォードは安心してフォンダに役を任す事が出来たという。
20世紀フォックス社と7年の専属契約を結び、1940年には再びフォードと組んでジョン・スタインベックの小説の映画化『怒りの葡萄』に出演。主人公トム・ジョードは当り役となり、初のアカデミー主演男優賞にノミネートされた。1941年にはパラマウント社に貸し出されて『レディ・イヴ』に出演、普段の生真面目なイメージのフォンダからも予想もつかないドタバタ喜劇に挑戦し、新たな一面を開拓した。『レディ・イヴ』出演後にアメリカ海軍に入り、3年の間、第二次世界大戦に従軍し、武功を上げてブロンズスターメダルと大統領感状が与えられる。
戦後、軍隊除隊後に再びフォードと組んで、OK牧場の決闘を描いた1946年の『荒野の決闘』でワイアット・アープを演じる。あまり自分のことは語りたがらないフォンダも「数少ない納得できた作品」と語っている。翌年の『逃亡者』と1948年の『アパッチ砦』でもフォードと組んで、ジョン・ウェインと並びフォード映画には欠かせない主演俳優となる。ダリル・F・ザナックの利益優先方針とマッカーシー上院議員による赤狩りに嫌気がさし、それまで契約していたフォックスとの契約が切れ、他のスタジオとの長期契約を嫌ったフォンダはブロードウェイに戻り、1948年にローガンの舞台『ミスタア・ロバーツ』で主演する。上演回数1157回に及ぶヒットとなり、フォンダはトニー賞を受賞するなど、このロバーツ役はトム・ジョード、ワイアット・アープに続く当たり役となった。このように主に人間味豊かで善良な役を意欲的に演じ続け、ハリウッドでも息の長いスターとなる。特に英語の語り口は絶妙であり、とんとん拍子に数多くの傑作を自分のものとしていった。

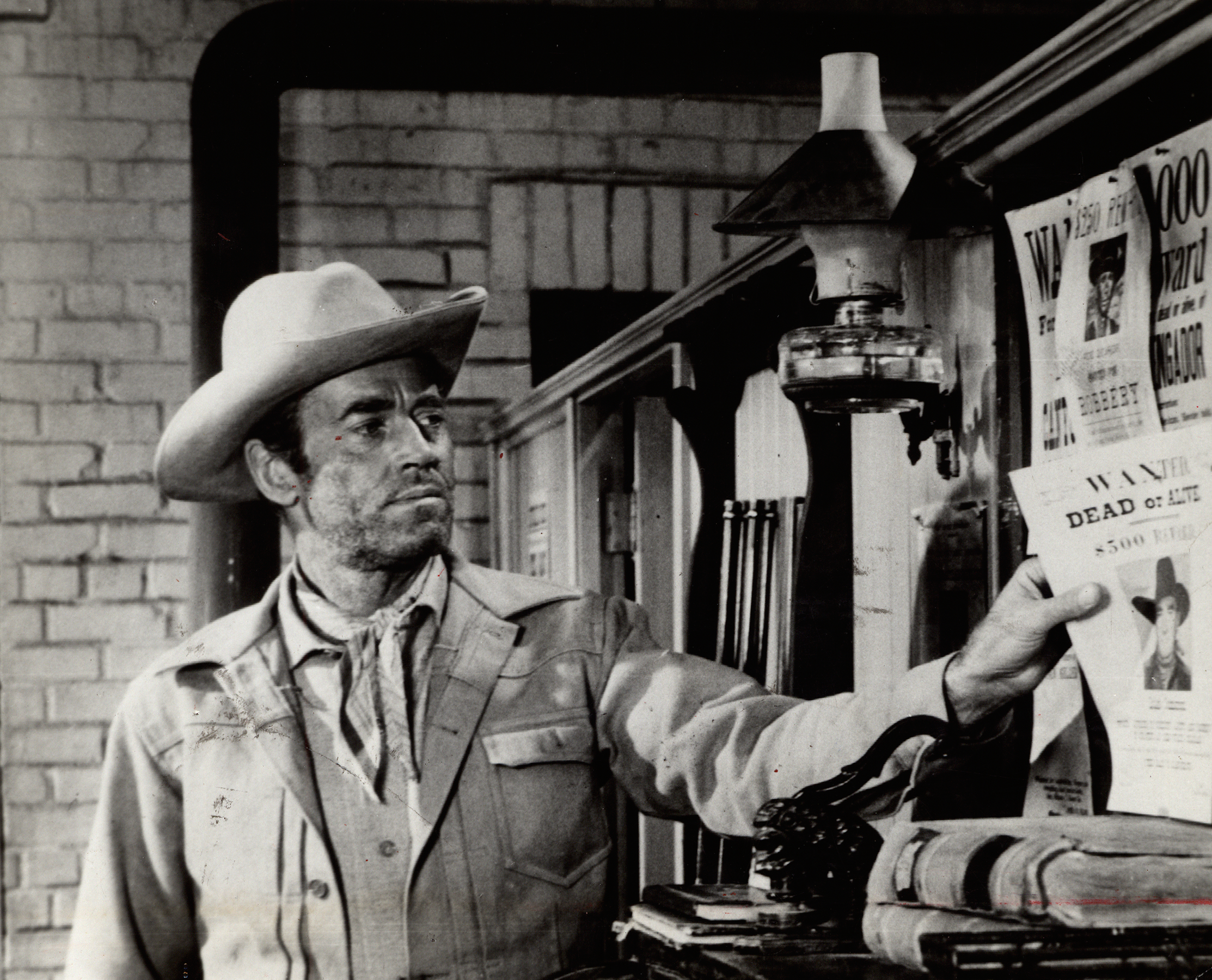
西部劇映画『胸に輝く星』より（1957年）

6年ほどハリウッドから離れた後、スクリーンに復帰。復帰作である映画版の『ミスタア・ロバーツ』でもロバーツを演じたが、フォンダは撮影開始前から演出を担当したフォードのやり方に満足できず、ついにはフォンダが彼の演出が間違っていると非難し、怒ったフォードはフォンダを殴りつけてしまいフォードとは決別、これが2人が組んだ最後の映画となってしまう。幸い映画は大ヒットを記録し、フォンダのハリウッド復帰は成功する。
1950年代は『シーソーの二人』や『ケイン号の叛乱』などの舞台や、テレビシリーズ『胸に輝く銀の星』など映画以外でも活躍。映画もオードリー・ヘプバーンと共演した『戦争と平和』、アルフレッド・ヒッチコックの異色サスペンス『間違えられた男』などに出演。ただ『戦争と平和』についてだけは彼はこの映画に出演した事を後悔し、自作の回顧上映ではこの映画を含めることを拒否したという。1957年には、元々CBSのテレビドラマ（レジナルド・ローズ作、フランクリン・J・シャフナー演出、ロバート・カミングス主演）であった法廷劇『十二人の怒れる男』の映画化に自身もプロデューサーを兼ねて出演、ベルリン映画祭では最優秀作品賞を獲得するなどこれまた映画でも高い評価を得た。

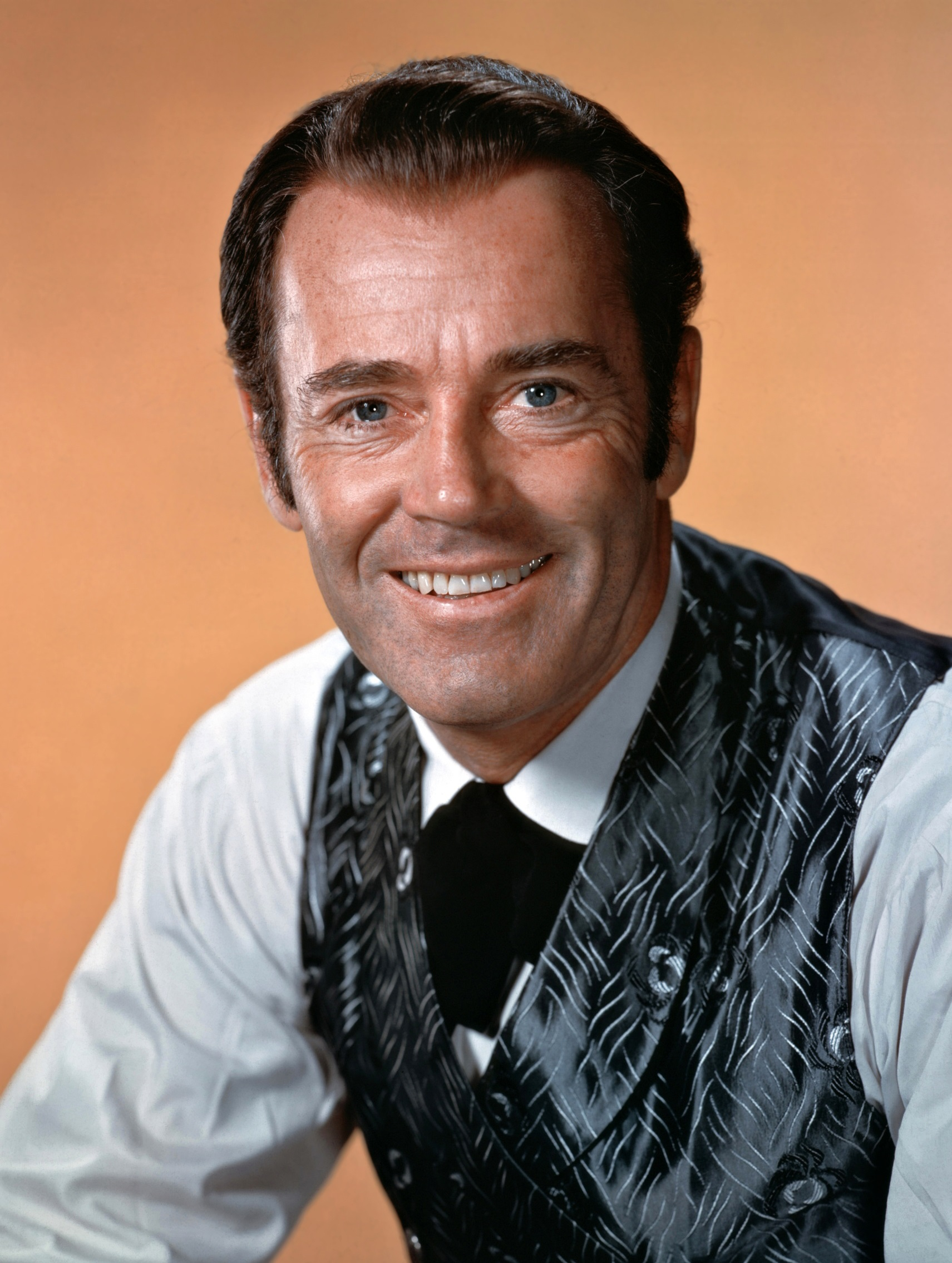
映画『ワーロック』の宣材写真（1959年）

1960年代には多くの西部劇映画や戦争映画に出演。1964年の核戦争の恐怖を描いた『未知への飛行』で手堅い演技を見せ、1968年にはセルジオ・レオーネ監督の『ウエスタン』で初めて幼い少年を射殺する残忍な殺し屋のボス悪役に挑戦。1970年代以降は主演作は減り、『ミッドウェイ』、『テンタクルズ』、『スウォーム』、『メテオ』などのオールスター映画にゲスト出演で止まるなど、それまでに比べて精彩を欠いた。1974年に心臓発作に襲われ、ペース・メーカーを入れる。また1979年には前立腺がんの手術を受ける。しかし70歳代になってもテレビや映画や舞台の出演は続けていた。この頃、1979年にピーターが監督した『グランド・キャニオンの黄金』にカメオ出演、1981年にジェーンが年老いた父親のために企画した『黄昏』でキャサリン・ヘプバーンと老夫婦役で主演、ジェーンも娘役として出演した。さらに同年の12月にはボストンのWCVB-TVのドラマ『夏の黄昏』に出演する。

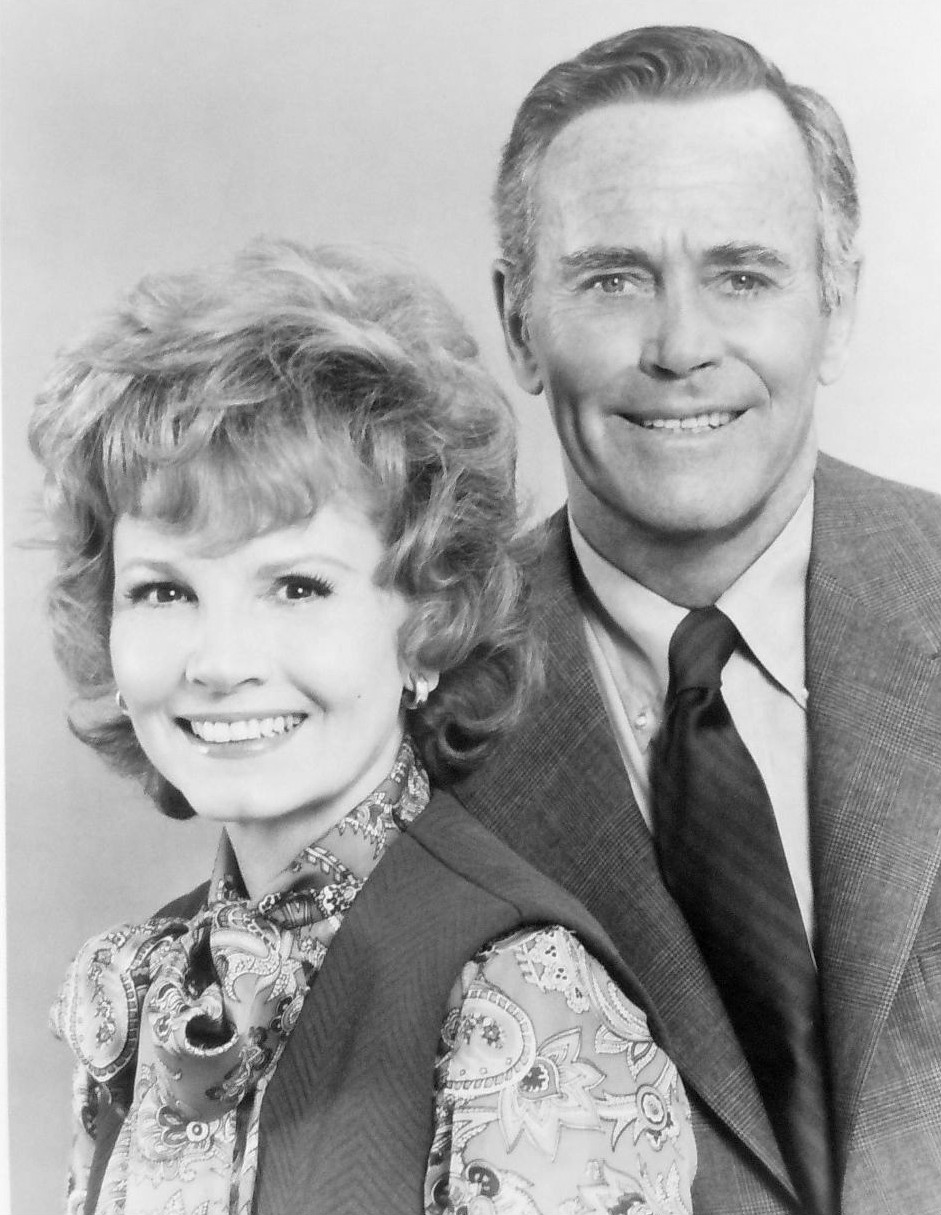
娘ジェーンとのショット（1970年）

1979年に長年の功績にトニー賞が贈られ、また1981年にはアカデミー特別賞を贈られた時は、まだ元気でロバート・レッドフォードの手からオスカーを受けていた。そして『黄昏』の演技により翌1982年にフォンダはアカデミー主演男優賞とゴールデングローブ賞を受賞した。しかしこの時には体調がかなり悪化し、ジェーンが代わりに授賞式に出席した。結局この『黄昏』が遺作となって授賞式の5ヵ月後8月12日、77歳で心臓病により死去した。故人の意思を尊重して葬式は行われず、志のある人は自身の俳優としての出発点となったオマハ・コミュニティ・プレイハウスのヘンリー・フォンダ記念演劇センターへの寄付が呼びかけられた。
また俳優としてだけでなく、画家としても才能を持ち、自作の絵をギャラリーや展覧会に出品したり、絵葉書のデザインをしたこともあった。1981年にはハワード・タイクマンがフォンダとのインタビューをもとに彼の生涯を綴った『ヘンリー・フォンダ マイ・ライフ』が出版された（鈴木主税訳、文藝春秋、1982年、文春文庫で「ヘンリー・フォンダ」に改題再刊、1985年）。なお伝記写真集に『ヘンリー・フォンダ 映画・舞台で深い感動を生み出した名優』（近代映画社、2008年）がある。
1962年（昭和37年）、『西部開拓史』のアメリカに先駆けての公開の宣伝を兼ねて、11月24日に来日している。

## 私生活
ヘンリー・フォンダは生涯で5度結婚している。最初の妻で女優のマーガレット・サラヴァンとは1931年に結婚するも1933年に離婚。1936年にニューヨークの裕福な弁護士と死別し間もないフランシス・シーモア・ブロカウと結婚。ピーターとジェーンの2人の子供を儲けたが、フランシスは多忙で留守がちな上に浮気がちな夫に対し、寂しさを紛らわすため株の投資に没頭、散財し次第に心身を病み、1950年に精神病院で自殺した。フォンダは子供たちを動揺させないために、母親は心臓発作で死んだと教えたという。同年、以前から交際していたオスカー・ハマースタイン2世を継父に持つ舞台関係者のスーザン・ブランチャードと結婚し、養女を1人取るが、3年後に離婚。1957年、ロスチャイルド家の親戚でイタリアの男爵令嬢でもあるユダヤ人のアフデラ・フランチェティと結婚し、1961年に離婚。1965年に結婚したスチュワーデス兼モデルだった最後の妻シャーリー・アダムスとは、自身の死まで一緒であった。フランシスとの間に生まれたジェーンとピーターは父親の後を追って俳優になるが、母親の死の真相を知った2人と父親の関係は次第に悪化、ジェーンとピーターが共に俳優として成功した後も、過激な振る舞いでマスコミを賑わせて一時期フォンダを悩ませた。和解にいたるまで長い時間を要し、10年以上の確執が解消したのは1968年にヘンリーが「ファイアークリークの決斗」「ウエスタン」で2本連続悪役を演じ、ジェーンとピーターが乗馬の大変さを身をもって知った時に互いの立場を理解しあえた。ピーターは前者のロケ現場に父を表敬訪問している（1966年秋）
ジェーンは『キャット・バルー』で、ピーターは姉と共演した『世にも怪奇な物語』（1967年：ロジェ・ヴァディム監督）の第1話で乗馬を体験、ヘンリーが2度の落馬事故（28歳、34歳）で乗馬恐怖症になり、しかも60歳を過ぎても西部劇主演を続けたことへの尊敬がプロ意識の手本になっている。

## 出演代表作
| 公開年    | 邦題 原題                                                                  | 役名                                              | 備考 |
| --------- | -------------------------------------------------------------------------- | ------------------------------------------------- | --- |
| 1935      | 運河のそよ風 The Farmer Takes a Wife                                       | ダン・ハロウ                                      | ゲーリー・クーパーの代役                                                                                     |
| 1935      | 東への道 Way Down East                                                     | デヴィッド・バートレット                          | |
| 1935      | 恋の歌 I Dream Too Much                                                    | ジョナサン・ストリート                            | |
| 1936      | 浪費者 Spendthrift                                                         | タウンゼント・ミドルトン                          | |
| 1936      | 丘の一本松 The Trail of the Lonesome Pine                                  | デイヴ                                            | 初のテクニカラー屋外ロケによる西部劇、シルヴィア・シドニー フレッド・マクマレイとトリプル主演                |
| 1936      | 月は我が家 The Moon's Our Home                                             | アンソニー・アンバートン／ジョン・スミス          | |
| 1937      | 暗黒街の弾痕 You Only Live Once                                            | ケリー・フギルフォールン                          | |
| 1937      | 暁の翼 Wings of the Morning                                                | エディ・テイラー                                  | イギリス映画初のテクニカラー                                                                                 |
| 1937      | 或る女 That Certain Woman                                                  | ジャック・V・メリック・Jr                         | |
| 1938      | 再会 I Met My Love Again                                                   | イヴェス・タウナー                                | |
| 1938      | 黒蘭の女 Jezebel                                                           | プレストン                                        | |
| 1938      | 封鎖線 Blockade                                                            | マルコ                                            | |
| 1938      | 北海の子 Spawn of the North                                                | ジム・キンバーリー                                | ジョージ・ラフトとW主演による海洋活劇                                                                        |
| 1938      | 美人は人殺しがお好き The Mad Miss Manton                                   | ピーター                                          | |
| 1939      | 地獄への道 Jesse James                                                     | フランク・ジェームズ                              | テクニカラー西部劇                                                                                           |
| 1939      | 科学者ベル The Story of Alexander Graham Bell                              | トーマス・ワトソン                                | |
| 1939      | 若き日のリンカーン Young Mr. Lincoln                                       | アブラハム・リンカーン                            | ジョン・フォード監督と初コンビ作                                                                             |
| 1939      | モホークの太鼓 Drums Along the Mohawk                                      | ギルバート・マーティン                            | ジョン・フォード監督にとって初のテクニカラー西部劇                                                           |
| 1940      | 怒りの葡萄 The Grapes of Wrath                                             | トム・ジョード                                    | |
| 1940      | 地獄への逆襲 The Return of Frank James                                     | フランク・ジェームズ                              | 「地獄への道」の続編でテクニカラー                                                                           |
| 1941      | レディ・イヴ The Lady Eve                                                  | チャールズ・パイク                                | バーバラ・スタンウィックとW主演、初のコメディ                                                                |
| 1941      | 新妻はお医者さま You Belong to Me                                          | ピーター・カーク                                  | |
| 1942      | 男性 The Male Animal                                                       | トミー・ターナー教授                              | |
| 1942      | 運命の饗宴 Tales of Manhattan                                              | ジョージ                                          | |
| 1942      | ビッグ・ストリート/愛しき女への挽歌 The Big Street                         | オーガスタス・ピンカートン2世（リトル・ピンクス） | |
| 1943      | 牛泥棒 The Ox-Bow Incident                                                 | ギル・カーター                                    | |
| 1946      | 荒野の決闘 My Darling Clementine                                           | ワイアット・アープ                                | |
| 1947      | 朝はまだ来ない The Long Night                                              | ジョー・アダムス                                  | |
| 1947      | 逃亡者 The Fugitive                                                        | 逃亡者                                            | |
| 1947      | 哀しみの恋 Daisy Kenyon                                                    | ピーター                                          | |
| 1948      | 我が道は楽し On Our Merry Way                                              | ランク                                            | |
| 1948      | アパッチ砦 Fort Apache                                                     | オーウェン・サーズデイ中佐                        | |
| 1955      | ミスタア・ロバーツ Mister Roberts                                          | ダグラス・A・ロバーツ中尉                         | ジョン・フォードとの最終作                                                                                   |
| 1956      | 戦争と平和 War and Peace                                                   | ピエール                                          | |
| 1956      | 間違えられた男 The Wrong Man                                               | マニー                                            | 唯一のアルフレッド・ヒッチコック監督作                                                                       |
| 1957      | 十二人の怒れる男 12 Angry Men                                              | 陪審員8番（デイヴィス氏）                         | 英国アカデミー賞男優賞 受賞                                                                                  |
| 1957      | 胸に輝く星 The Tin Star                                                    | モーグ・ヒックマン…元保安官のバウンティハンター   | |
| 1958      | 女優志願 Stage Struck                                                      | ルイス・イーストン                                | |
| 1959      | ワーロック Warlock                                                         | クレイ・ブレイズデール                            | |
| 1959      | 断絶の嵐 The Man Who Understood Women                                      | ウィリー                                          | |
| 1959-1961 | 胸に輝く銀の星 The Dupty                                                   | サイモン・フライ 主任？連邦保安官                 | 30分のテレビドラマ。76エピソード出演だが、主に出ているのは19エピソードのみ。大部分は前後に少し登場するだけ。 |
| 1962      | 野望の系列 Advise & Consent                                                | ロバート・A・レフィングウェル                     | |
| 1962      | 史上最大の作戦 The Longest Day                                             | セオドア・ルーズベルト・Jr                        | |
| 1962      | 西部開拓史 How the West Was Won                                            | ジェスロ・スチュアート                            | オールスターキャスト 挿話4＜鉄道＞                                                                           |
| 1963      | スペンサーの山 Spencer's Mountain                                          | クレイ・スペンサー                                | |
| 1964      | 最後の勝利者 The Best Man                                                  | ウィリアム・ラッセル                              | |
| 1964      | 未知への飛行 Fail-Safe                                                     | 合衆国大統領                                      | |
| 1964      | 求婚専科 Sex and the Single Girl                                           | フランク・ブロデリック                            | |
| 1965      | ランダース The Rounders                                                    | マリオン・ルイス                                  | |
| 1965      | 危険な道 In Harm's Way                                                     | 太平洋艦隊指令長官                                | |
| 1965      | 秘密大戦争 The Dirty Game                                                  | ディミトリ                                        | |
| 1965      | バルジ大作戦 Battle of the Bulge                                           | カイリー中佐                                      | オールスターキャスト70ｍｍ戦争アクション                                                                     |
| 1966      | テキサスの五人の仲間 A Big Hand for the Little Lady                        | メレディス／ベニー・ベイリー                      | |
| 1967      | 太陽の流れ者 Stranger on the Run                                           | ベン                                              | テレビ映画                                                                                                   |
| 1967      | ファイヤークリークの決斗 Firecreek                                         | ボブ・ラーキン                                    | |
| 1968      | 刑事マディガン Madigan                                                     | アンソニー・X・ラッセル警視総監                   | |
| 1968      | 合併結婚 Yours, Mine and Ours                                              | フランク                                          | |
| 1968      | 絞殺魔 The Boston Strangler                                                | ジョン・S・ボトムリー捜査主任                     | |
| 1968      | ウエスタン C'era una volta il West                                         | フランク                                          | |
| 1970      | 燃える戦場 Too Late the Hero                                               | ジョン・G・ノーラン大佐                           | |
| 1970      | テキサス魂 The Cheyenne Social Club                                        | ハーレー・サリヴァン                              | |
| 1970      | 大脱獄 There Was a Crooked Man...                                          | ウッドワード                                      | |
| 1971      | オレゴン大森林/わが緑の大地 Sometimes a Great Notion                       | ヘンリー・スタンパー                              | |
| 1973      | 赤い仔馬 The Red Pony                                                      | カール・ティフリン                                | |
| 1973      | エスピオナージ Le Serpent                                                  | アラン・デイヴィス                                | |
| 1973      | 別離 Ash Wednesday                                                         | マーク・ソーヤー                                  | |
| 1973      | ミスター・ノーボディ My Name is Nobody                                     | ジャック・ボーレガード                            | |
| 1974      | ブラック・シャツ/独裁者ムッソリーニを狙え! Mussolini: Ultimo atto          |                                                   | |
| 1976      | 決裂への道/トルーマン対マッカーサー Collision Course: Truman vs. MacArthur | ダグラス・マッカーサー                            | テレビ映画                                                                                                   |
| 1976      | ミッドウェイ Midway                                                        | チェスター・W・ニミッツ大将                       | |
| 1977      | テンタクルズ Tentacles                                                     | ホワイトヘッド氏（トロージャン建設社長）          | |
| 1977      | ジェット・ローラー・コースター Rollercoaster                               | サイモン・ダヴェンポート                          | |
| 1978      | ザ・ビッグ・バトル Battle Force                                            | フォスター                                        | |
| 1978      | 悲愁 Fedora                                                                | アカデミー会長 ヘンリー・フォンダ自身としてカメオ | |
| 1978      | スウォーム The Sworm                                                       | ウォルター・クリム博士                            | |
| 1979      | メテオ Meteor                                                              | 大統領                                            | |
| 1979      | グランドキャニオンの黄金 Wanda Nevada                                      |                                                   | |
| 1979      | シティ・オン・ファイア City on Fire                                        | アルバート                                        | |
| 1980      | 冤罪 Gideon's Trumpet                                                      | クラレンス・アール・ギデオン                      | テレビ映画                                                                                                   |
| 1981      | 黄昏 On Golden Pond                                                        | ノーマン                                          | アカデミー主演男優賞 受賞 ゴールデングローブ賞 主演男優賞 (ドラマ部門) 受賞                                  |

## 受賞歴

### アカデミー賞
受賞
1981年 アカデミー主演男優賞、アカデミー特別賞:『黄昏』
ノミネート
1941年 アカデミー主演男優賞:『怒りの葡萄』
1958年 アカデミー作品賞:『十二人の怒れる男』

### ゴールデングローブ賞
受賞
1980年 セシル・B・デミル賞
1982年 主演男優賞 (ドラマ部門):『黄昏』
ノミネート
1958年 主演男優賞 (ドラマ部門):『十二人の怒れる男』

## 参照
1. 1 2  Bain, David Haward (2004). The Old Iron Road: An Epic of Rails, Roads, and the Urge to Go West. New York City, New York: Penguin Books. pp. 65–6. ISBN 0-14-303526-6
2. ↑  Fonda, Henry (1982). Fonda: My Life. Fulcrum Publishing. ISBN 0-453-00402-4
3. ↑  Fonda family history and genealogy website
4. ↑  “1980 (53rd) HONORARY AWARD” (英語). Oscars.org（ACADEMY AWARDS DATABASE）.   AMPAS. 2025年6月21日閲覧。
5. ↑  “The 54th Academy Awards | 1982” (英語). www.oscars.org (2022年3月1日). 2025年6月21日閲覧。
6. ↑  Graziano Arici Archives / GA016526: Celebrities from '40's to '70's. Archived 2005年11月3日, at the Wayback Machine.  Graziano Arici Photographer. Retrieved on January 11, 2007.